# كاستيلفورت
بلدية كاستيلفورت (بالإسبانية: Castellfort)‏، هي إحدى بلديات مقاطعة كاستيلون التي تقع في منطقة بلنسية، في شرق إسبانيا.
يبلغ عدد سكانها 218 نسمة وفقاً لإحصائية سنة (2006).